# Korová nekróza kaštanovníku

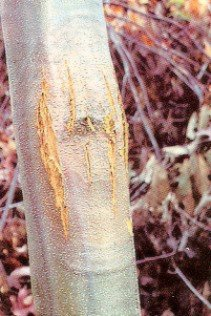
Nekróza způsobená houbou Cryphonectria parasitica.

Korová nekróza kaštanovníku je houbová choroba rostlin způsobená houbou Cryphonectria parasitica z čeledi čárovkotvaré Cryphonectriaceae. Široce používaný je sice název rakovina kůry kaštanovníku,ale nově doporučený český název je korová nekróza kaštanovníku.
Choroba napadá především kaštany. Výskyt tohoto v Evropě nepůvodního patogenu je v současné době známý z většiny evropských států a v posledních letech byl patogen několikrát nalezen i na území naší republiky. Cryphonectria parasitica je v EU a v ČR regulovaný škodlivý organismus. Výskyt patogena zjišťuje rovněž při soustavné rostlinolékařské kontrol, při dovozní rostlinolékařské kontrole a při rostlinolékařském dozoru Státní rostlinolékařská správy. Z lesních dřevin jsou sledovány tyto rody: dub, javor a kaštanovník. V roce 2010 kontrolní odběry přítomnost patogena na území ČR nepotvrdily.

## EPPO kód
ENDOPA

## Synonyma patogena

### Vědecké názvy patogena
Podle EPPO, biolib.cz a Atlasu chorob je pro patogena s označením ENDOPA používáno více rozdílných názvů například Cytospora parasitica, Endothia gyrosa var. parasitica nebo Cryptonectria parasitica.

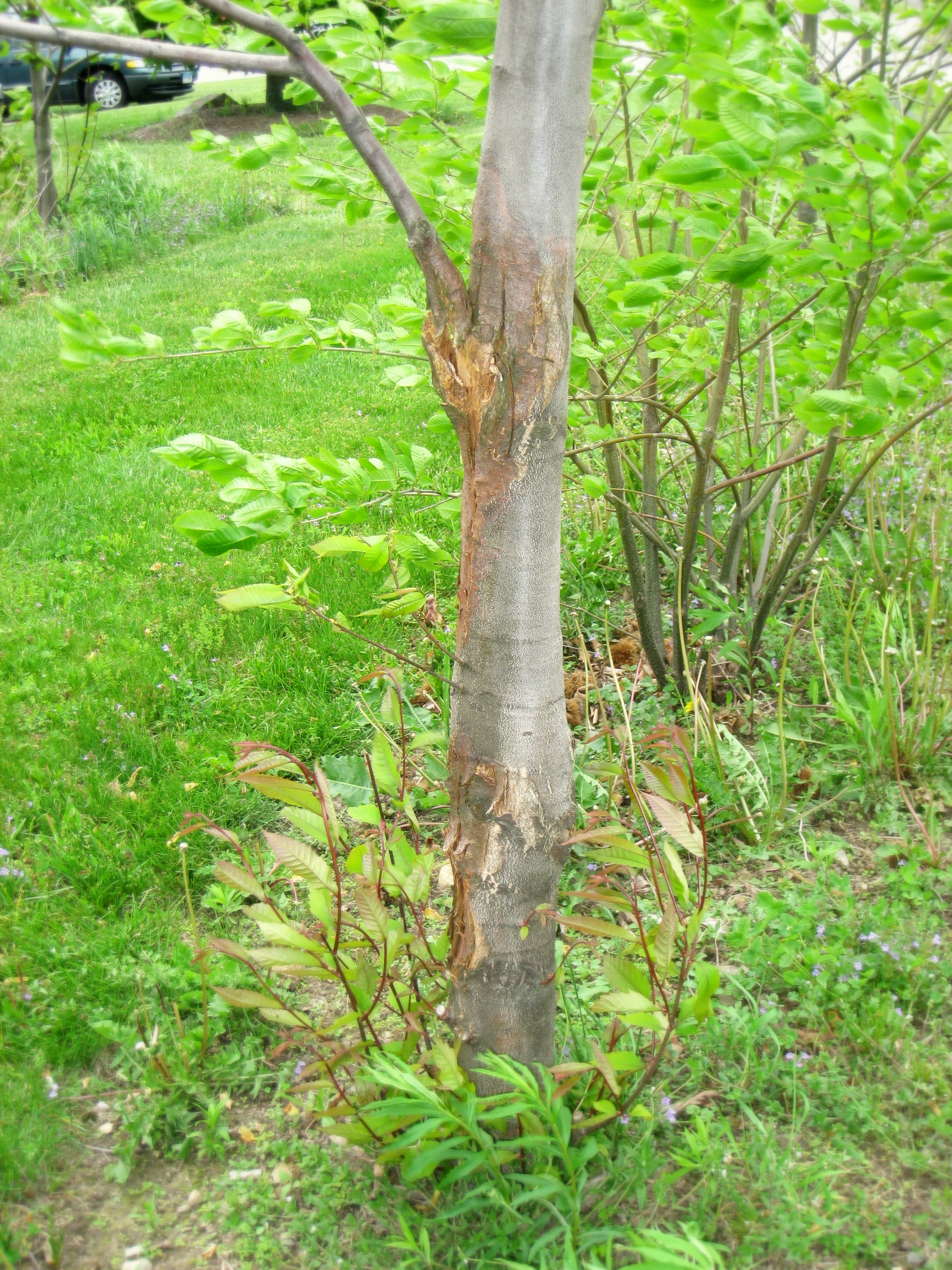
Test napadení na rezistentní Castanea dentata

### České synonyma choroby
- rakovina kůry kaštanovníku
- rakovina kůry kaštanovníků
- korová nekróza kaštanovníku[1] Stejnojmenná choroba je ale choroba vyvolaná jiným patogenem houbou Cryptodiaporthe castanea (kód CRYDCA). Někteří odborní autoři tedy uvádějí názvy jinak než Státní rostlinolékařská správa. Rakovina kůry kaštanovníku v některých publikacích proto tedy může odpovídat symptomům korové nekrózy kaštanovníku. Pak může být uveden i pro stejný český název choroby různá taxonomie a jiný odborný název patogena. [L 1] v případě nejasností je tak proto vhodné vždy uvádět jako jedinečnou neměnnou identifikační značku EPPO kódy (dříve Bayer kód).

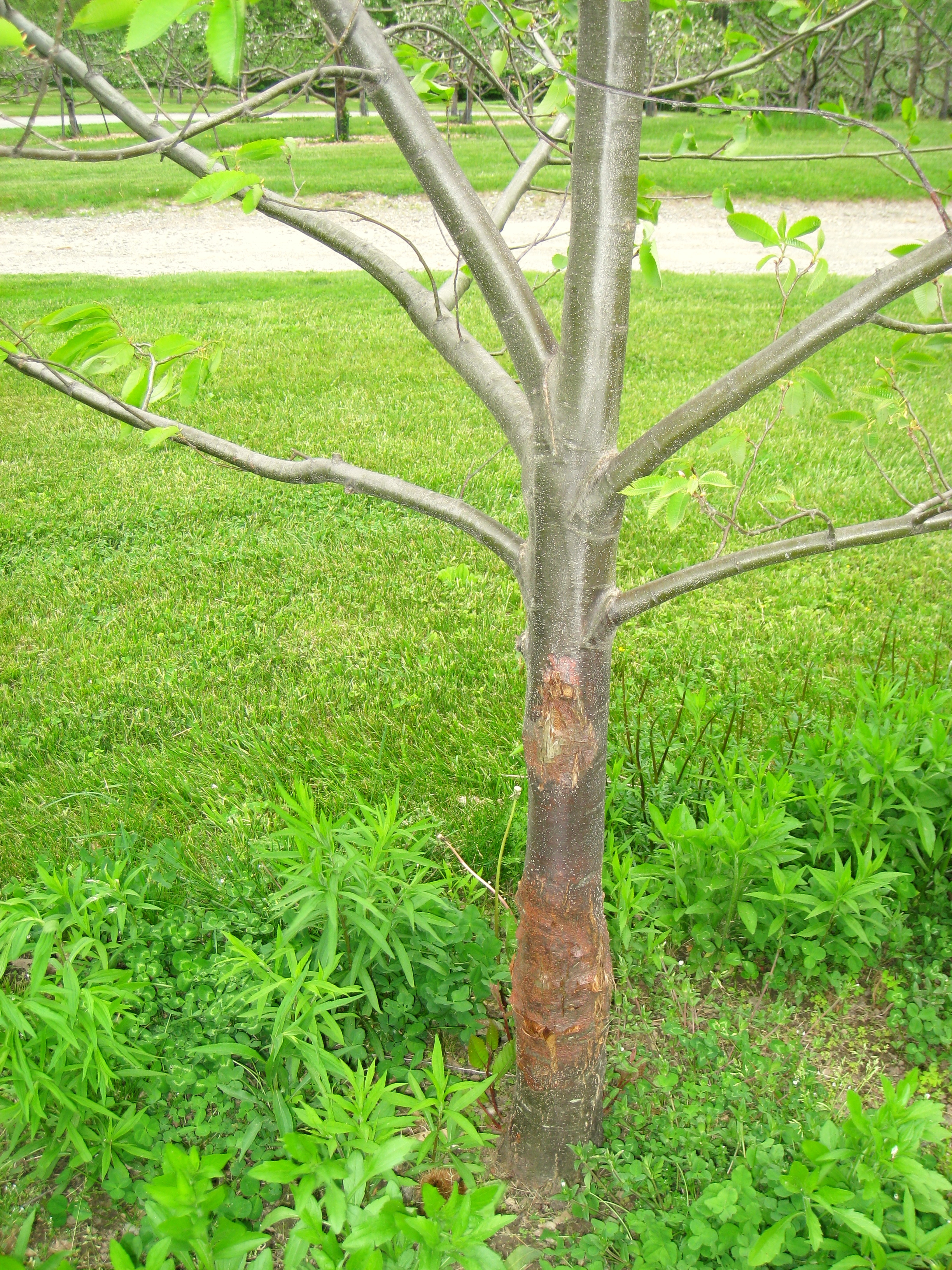
Test napadení na rezistentní Castanea dentata

## Zeměpisné rozšíření
Původce choroby korová nekróza kaštanovníku, Cryphonectria parasitica, podle dostupných zdrojů pochází z jihovýchodní Asie.

### Výskyt v Evropě
Poprvé byl patogen Cryphonectria parasitica zjištěn v roce 1925 v Belgii. C. parasitica byla identifikována v listopadu 2011 jako příčina odumírání kaštanovníku ve Warwickshire ve střední Anglii. Přibližně 300 stromů bylo vysazeno v roce 2007 a infekce se projevila asi u 50 % rostlin. Druhé ohnisko bylo později nalezeno ve východním Sussexu. Stromy pocházely ze stejného zdroje jako stromy v hrabství Warwickshire.
Na Slovensku je Cryphonectria parasitica na všech významných lokalitách kde se pěstuje kaštanovník jedlý.

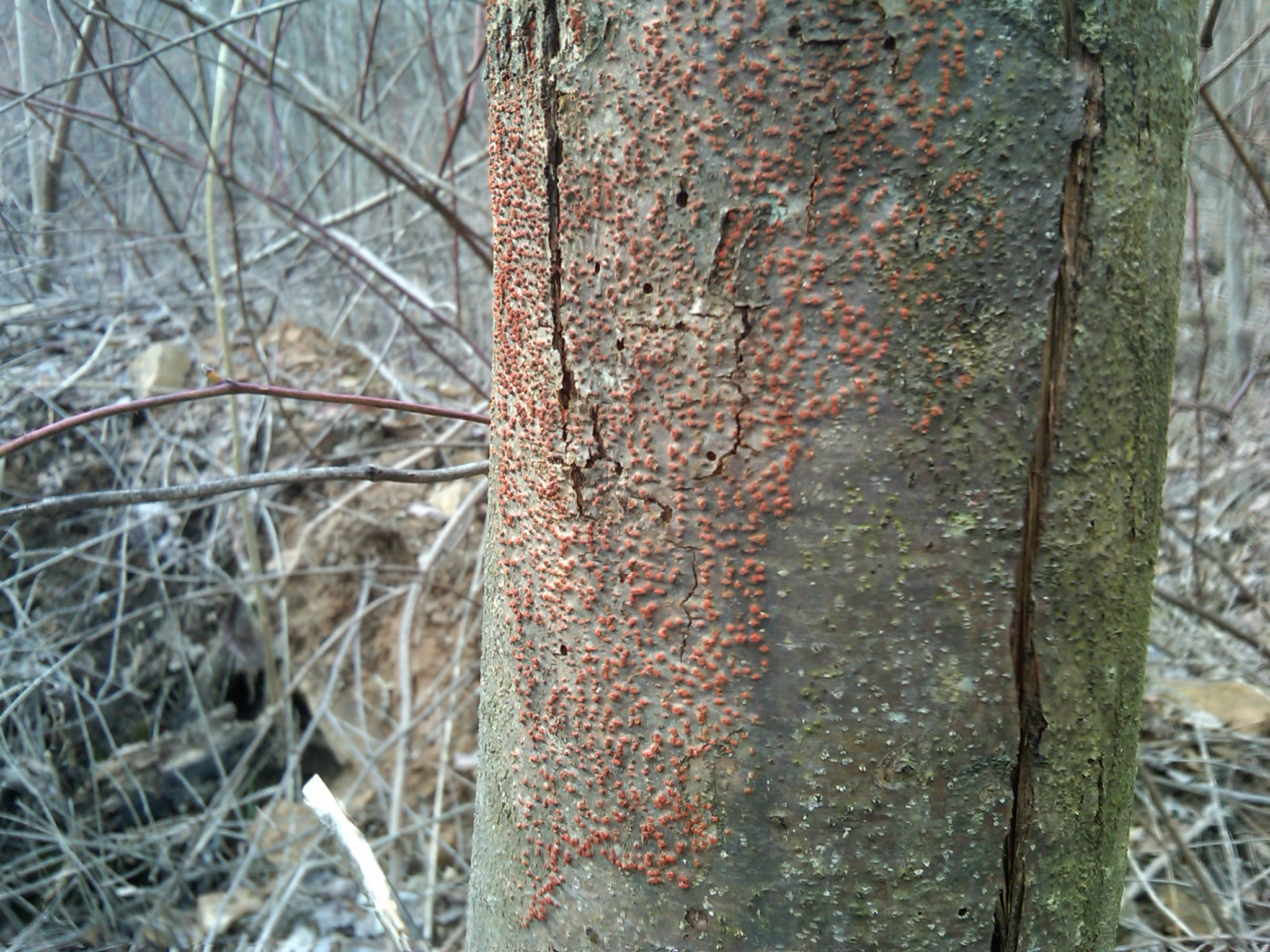
Napadení, plodnice na kmeni.

### Výskyt v Česku
V roce 2002 Cryphonectria parasitica byla v ČR zaznamenána. Do roku 1998 bylo zjištěno 77 ohnisek šíření choroby (Juhásová 1999). Území ČR je na počátku 21. století považováno za místo, kde se Cryphonectria parasitica nenalézá.

## Hostitel
Hlavními hostiteli jsou kaštanovníky (Castanea spp.) ( Podle některých zdrojů mimo kaštanovníku měkoučkého (C. mollissima) ale patogen napadá i jiné dřeviny (např. některé druhy dubů, javory Acer spp., škumpa orobincová Rhus typhina atp.).

## Příznaky
C. parasitica napadá kůru kaštanovníku a proniká přes praskliny nebo poranění. Na roubovaných stromech jsou infekce nejčastěji v oblasti štěpování. 
Onemocnění se projevuje prosycháním koruny (od vrcholu) nebo větví v důsledku narušení kambia ve spodní části kmene. Listy zůstávají na stromech a neopadávají. Nad poškozenou a nekrotickou tkání se tvoří viditelný kalus. Nad vytvářející rakovinou listy vadnou a zhnědnou, ale zůstávají viset na stromě. Pod napadeným místem mají větve zdravé listy, po krátké době se tvoří nové větve pod uhynulou částí rostliny (z adventivních pupenů). Na kůře větví se objevují dočervena zbarvené nekrotické léze, v případě dlouhodobé infekce se kůra odlupuje a je patrné vějířovité mycelium, plodnice a další struktury patogena.
Na mladé, hladké pokožce větví kůra může zreznout a je jasně hnědá, na rozdíl od nazelenalé barvy normální kůry. Na starších větvích a kmeni bývá změna barvy nebo nekrótická změna na infikované kůře mnohem méně patrná. Když dojde k strangulaci poškozené oblasti velmi rychle, větve, nebo kmen je přepásán bez tvorby kalusu. Nicméně obvykle se tvoří nové vrstvy meristému pod postiženou oblastí a dochází k otoku a následnému praskání vnější vrstvy borky. Častá je tvorba více rakovinných nádorů na větvích. Na infikované borce se tvoří žlutooranžové až červenohnědé puchýřky o velikosti špendlíkové hlavy, plodnice. Dalším charakteristickým příznakem je tvorba světle hnědého mycelia ve vnitřní části borky, což může být zjištěno odříznutím borky.
V místě korových lézí se mohou tvořit proventivní výhony jako jeden z typických znaků choroby. Stromy postupně chřadnou a mohou odumřít.

### Možnost záměny
Odumírání částí koruny může být zaměněno s jinými chorobami a patogeny, například z rodu Phytophthora, Phytophthora cinnamomi nebo P. cambivora Jiné, méně běžné onemocnění, které způsobuje úhyn a rakovinné vředy na kaštanovníku je Amphiporthe castanea (dříve Cryptodiaporthe castanea) a Diplodina castaneae.

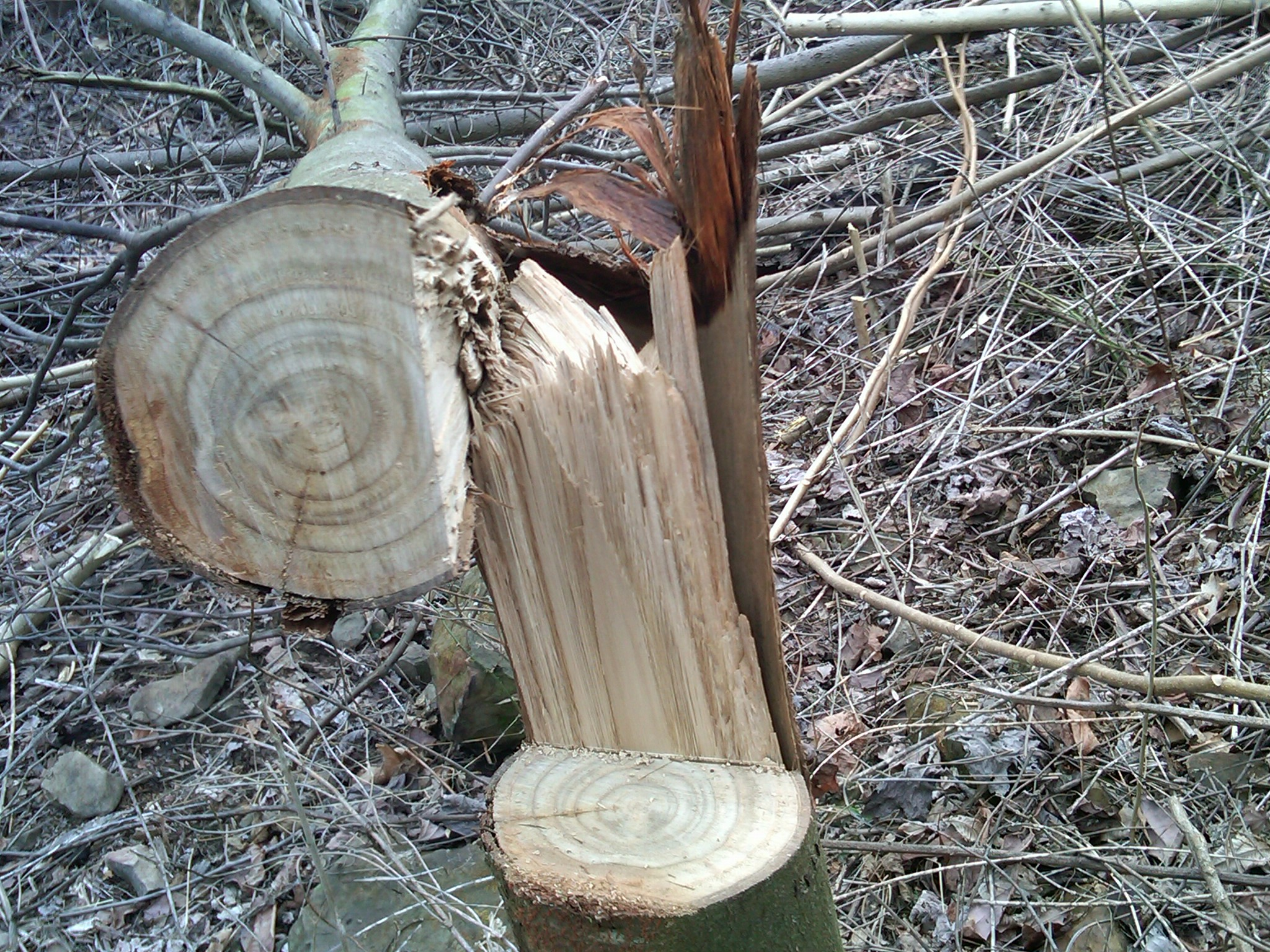
Řez kmenem uhynulého stromu.

## Biologie
Infekce vstupuje do rostliny v místech poranění. Šíření uvnitř hostitele je rychlé, pod kůrou se vytváří vegetativní orgány houby – mycelium. Později houba napadá i přilehlou část dřeva.

## Význam
Téměř bez výjimek letální choroba.
V USA v první polovině 20. století, patogen zahubil asi 3,5 miliardy stromů poté, co sem byl náhodně zavlečen z Asie. Předpokládá se, že kromě dopadů na životní prostředí může mít choroba i ekonomický dopad.

## Šíření
Na větší vzdálenosti má největší význam přenos s rostlinným materiálem (rostlinami, dřevem či kůrou). Nebezpečí přenosu plody nebo semeny je malé. Na krátké vzdálenosti je patogen přenosný hmyzem, ptáky, větrem a deštěm a také nářadím používaným k ošetřování hostitelských rostlin.

## Ochrana rostlin

### Prevence
Cryphonectria parasitica je v EU a ČR regulovaným (karanténním) škodlivým organismem.
Pouhé skácení napadených dřevin nemusí být vždy dostatečně účinná metoda prevence.

### Chemická ochrana
Chemická ochrana běžnými fungicidy není stoprocentně účinná a nezabrání dalšímu šíření patogenu.

### Biologická ochrana
Testována je léčba napadených stromů infekcí hypovirulentními kmeny patogena.